# Duut
Duut (mongol cyrillique : Дуут сум, Duut sum) est un sum de l'aïmag (province) de Khovd dans l’ouest de la Mongolie. Sa capitale est Bosgo.